# جيريمي روزين
جيريمي روزين (بالإنجليزية: Jeremy Rosen)‏ هو حاخام بريطاني، ولد في 11 سبتمبر 1942.